# Says You!

Says You! est un jeu radiophonique américain produit par la société Pipit & Finch et diffusé sur les stations de radio du réseau NPR.

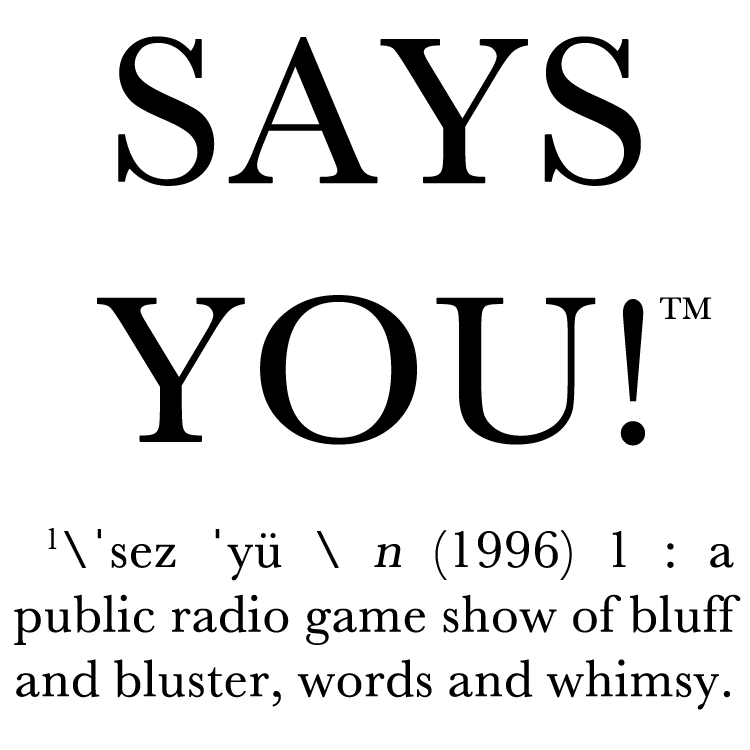
Logo de l'émission Says you!.

Il est comparable à l'émission My Word! de la BBC (1956-1990).